# Alexis Didier
Alexis Désiré Constant Joseph Didier ou simplesmente Alexis Didier (Paris, 30 de março de 1826 - 9º distrito de Paris, França, 09 de outubro de 1886) foi um sonâmbulo magnético, francês do século XIX, que foi extremamente reconhecido em sua época.

## Biografia de Didier
Alexis Didier nasceu no dia 30 de março de 1826 na França mais particularmente na cidade de Paris, filho do casal Nicolas e Barbe Didier Germain.
Didier casou-se em seu primeiro casamento com a, atriz dramática, Coralie Rose Parmigiani no dia 02 de setembro de 1850 na cidade luz.
Seu segundo casamento ocorreu com a senhorita Victorine Couturier.

### Contexto
Acredita-se ser Alexis Didier o caso mais importante na resolução do conflito entre as teorias do médico suábio Franz Anton Mesmer, relativo ao magnetismo animal e as instituição médica do séc XIX. disseram de Didier no dia de seu funeral, em 1886, ele era "o maior clarividente dos tempos modernos".
Em 1831, o Dr. Husson liderando a primeira comissão oficial com seis anos de trabalho confirma a realidade dos fenômenos magnéticos.
Porém uma nova comissão encabeçada por Frédéric Dubois d'Amiens e desta vez infiltrada por pesquisadores céticos, retomam desta conclusão com uma rejeição, onde a defesa centrou-se unicamente na leitura através de corpos opacos sem dar valor ao demais atributos do assunto e com defesas infundadas. Com seu conteúdo propagou-se mais o interesse pelo mesmerismo acordando para ele as pessoas instruídas, como: escritores, filósofos, advogados, artistas dentre outros.
Em 1842, a Academia Médica da França decide não investigar os fenômenos sonâmbulos e esta decisão colocar fim a 20 anos de debate.
É neste contexto que o jovem Alexis Didier de dezesseis anos aparece.
Nascido de família de classe trabalhadora, ele adquiriu uma reputação que atravessou fronteiras. Trabalhador escritor e ator dramático, Alexis dedicou-se a demonstrar suas faculdades ligadas ao sonambulismo magnético, porque ele queria provar além de qualquer dúvida a existência e a espiritualidade da alma.
Alexis ler na consciência como se lê em um livro. Ele carrega remotamente em um alvo a ser dito, para trazer de volta informações precisas. Graças a um objeto que pertencia a uma pessoa, conta a biografia dessa pessoa. Ele pratica o diagnóstico médico de um cabelo.
O ceticismo é grande, no entanto tão bem que confronta duas vezes com Robert-Houdin, o famoso mago. Robert-Houdin Alexis vive duas vezes. Veio originalmente de prender um bandido, ele estava atordoado e testemunhou, por escrito, que os fenômenos produzidos por Alexis estavam fora prestidigitação.
Aos 09 de outubro de 1886 no 9º distrito de Paris na França, Didier falece aos 60 anos de idade, sendo enterrado na 29ª divisão do cemitério de Montmartre.

### Alguns experimentos importantes
Alexis vai para Inglaterra repetidamente para recolher conjuntos de dados sobre manifestações, a alta sociedade da época mostrando um grande interesse no sonambúlico.
Como exemplo, pode-se citar longamente um caso que é relatado para nós por um aristocrata Inglês, reverendo Chauncy Hare Townshend. Assim Townshend diz a seu encontro com Alexis Didier.

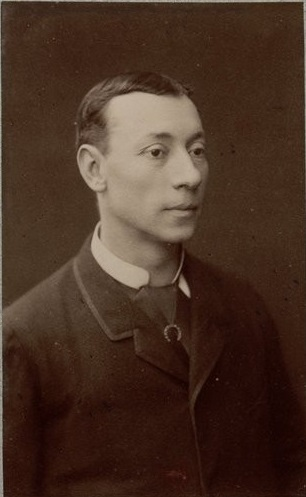
Alexis Didier ainda jovem

| “ | Assim que Marcillet tinha ido embora, comecei a testar a clarividência de Alexis, no que respeita à visão de lugares distantes. Perguntei-lhe se ele iria visitar minha casa pelo pensamento. Ele me disse uma vez: "Qual Porque você tem dois você tem uma casa em Londres, e outro no país pelo qual eu o que você começa?!.?" Eu respondi, "pela casa campanha ". Depois de uma pausa, Alexis disse: "Eu sou!". Então, para minha surpresa, ele arregalou os olhos, e usava em torno dele um olhar fixo. [...] "Eu vejo, ele disse, uma casa de tamanho médio. Esta é uma casa, não um castelo. Há um jardim ao redor. No lado esquerdo há uma menor casa na propriedade. " [...] "Agora, eu disse a Alexis, o que paisagem que você vê?" - Água, água ", disse ele às pressas, como se estivesse vendo o lago que, com efeito , se espalha sob minhas janelas. Então: "Há árvores em frente perto de casa." Tudo isso era verdade. "Bem, eu disse, vamos entrar na sala de estar. O que você vê?" Ele olhou em volta; e ele disse (quando eu não me lembro das palavras exatas, eu dar-lhes Inglês): "Você tem muitos quadros nas paredes [...] Um deles é o mar, o outro é um sujeito. . religioso [...] Ele aya três pessoas sobre a mesa - um homem velho, uma mulher e uma criança é a mulher seria a Virgem Maria (Ele perguntou em voz alta, como se.? pensando). Não! Ela é muito velha. Ele continuou, desta forma, responder às suas próprias perguntas, enquanto eu permanecia perfeitamente silencioso. A mulher tem um livro no colo, e que a criança mostra algo com seus dedos que está no livro! Há uma rolha no ângulo. Na verdade, a pintura retrata St. Anne no processo de aprender a ler à Virgem Maria, e todos os detalhes da cena estavam corretas. [...] | ” |

## Interpretação teológica dos casos Alexis Didier
O historiador Fabrice Bouthillon ainda oferece uma analogia entre os fenômenos atribuídos a Alexis e os milagres que o Cristo teria feito.
| “ | A semelhança é evidente não só para os sucessos (adivinhar a identidade de Jesus (Jo IV 17-18) ou atividades (Jo, I 47-50) deste ou daquele dos seus parceiros), mas também para falhas. Mr. Méheust dedica várias páginas à questão da "inibidores céticos", isto é, a estes fãs de Alexis sessões que eram tão hostil à ideia de que ele poderia desfrutar de presentes reais, a sua mera presença o fez incapaz de realizar suas proezas de costume. Mas o que encontramos por exemplo, São Marcos, VI, 4-6? Cristo voltou para a aldeia de seus ancestrais, e ele experimenta que ninguém é profeta em sua própria terra: os moradores se recusam assim a ideia de que o filho do carpinteiro não se reduz a essa identidade, que " ele podia fazer ali nenhum milagre (Mc, VI 5). | ” |

## Posteridade Literária
Alexis Didier é um daqueles que inspirou as fantásticas obras de  Balzac Louis Lambert e Seraphita. O historiador Fabrice Bouthillon escreveu sobre ele:
| “ | O fundo do oculto Comédia Humana é mais para descobrir (que só pensam em Séraphîta ou La Peau de chagrin, mas o grande trabalho Balzac inclui pelo menos dois romances magnéticos, Louis Lambert e Ursula Mirouët. O perfil psicológico e sociológico de Louis Lambert é o de Alexis Didier, adivindo poderes a ele exatamente igual ao seu. Em Ursula Mirouët, uma vidente descreve Dr. Minorets da casa onde habita o praticante, precisamente sobre o modo em que Alexis também foi sonâmbulos e outros lúcido (Leonid Pigeaire, senhorita Fontanarosa). | ” |